# Over the Rainbow (張韶涵專輯)
《Over The Rainbow》為台灣藝人張韶涵發行的第一張錄音室專輯。
本張專輯的起名原由，是因為孩提時代張韶涵的母親喜歡唱的一首歌《Over The Rainbow》。專輯中的《遺失的美好》曾創下50萬人手機音樂下載第一名的記錄。 

## 專輯名稱由來
《Over the Rainbow》，原唱該屬荷里活影星茱蒂·嘉蘭。由Harold Arlen作曲、 E.Y. Harburg 填詞，是1939年電影《綠野仙蹤》內的一首歌曲。由飾演戲中主角桃樂絲（Dorothy Gale）的茱蒂·嘉蘭演繹。
此曲被選為美國世紀金曲（Songs of the Century）之首，二次大戰時亦被遠征歐洲的美國士兵用作懷緬祖國的歌曲。

## 發行版本
- 《Over The Rainbow》
- 《Over The Rainbow美夢成真豪華版》（CD+VCD） （2004年4月7日）

## 曲目
| 曲序     | 曲目             |                | 作曲         | 编曲              | 製作人   | 备注                                                                                            | 时长  |
| -------- | ---------------- | -------------- | ------------ | ----------------- | -------- | ----------------------------------------------------------------------------------------------- | ----- |
| 1.       | Over The Rainbow | E Y. Harburg   | Harold Arlen | 王豫民            | 林隆璇   | 公主小妹插曲 翻唱自〈Over the Rainbow〉                                                         | 3:26  |
| 2.       | 寓言             | 王雅君         | 小安         | 陳偉、Mickey Chen | 陳偉     | 首播主打 副歌部分原曲為英格蘭聖誕歌曲 God Rest You Merry, Gentlemen Hitoradio百首單曲票選第47名 | 4:05  |
| 3.       | 都只因為你       | 林怡芬         | Sophia Levy  | Martin Tang       | 黃怡     | 第二波主打                                                                                      | 3:44  |
| 4.       | 我的最愛         | 、陳偉         | 陳偉         | 王豫民            | 陳偉     | 第三波主打                                                                                      | 4:17  |
| 5.       | 天邊             | 姚若龍         | 潘協慶       | 王治平            | 王治平   | 第四波主打                                                                                      | 4:13  |
| 6.       | 聽見月光         | 姚若龍         | 潘協慶       | 洪敬堯            | 林隆璇   |                                                                                                 | 4:33  |
| 7.       | 吶喊             | 深白色         | 深白色       | 深白色            | 黃怡     | 第五波主打                                                                                      | 4:33  |
| 8.       | 雨後             | 姚若龍         | 宋新妮       | 林於賢            | 陳俊廷   | 第六波主打                                                                                      | 4:13  |
| 9.       | 明明愛你         | 楊智中         | 陳海濰       | 吳慶隆            | 黃怡     |                                                                                                 | 4:06  |
| 10.      | 真愛冒險         | 李天龍、顏璽軒 | 李天龍       | 王治平            | 王治平   |                                                                                                 | 3:54  |
| 11.      | 遺失的美好       | 姚若龍         | 阿沁         | 吳慶隆            | 陳俊廷   | 第七波主打 《海豚灣戀人》片尾曲 50萬人手機音樂下載第一名                                        | 4:19  |
| 12.      | Journey          | Corrinne May   | Corrinne May | 陳飛午            | 陳俊廷   | 第八波主打                                                                                      | 3:51  |
| 总时长： | 总时长：         | 总时长：       | 总时长：     | 总时长：          | 总时长： | 总时长：                                                                                        | 49:14 |

## MV
| #   | 歌名       | 導演   | 附註         |
| --- | ---------- | ------ | ------------ |
| 2.  | 寓言       | 黃中平 |              |
| 3.  | 都只因為你 | 黃中平 | 與郭品超演出 |
| 4.  | 我的最愛   | 黃中平 |              |
| 5.  | 天邊       | 賴偉康 |              |
| 7.  | 吶喊       | 林炳存 |              |
| 8.  | 雨後       | 林炳存 |              |
| 11. | 遺失的美好 | 林炳存 |              |
| 12. | Journey    |        |              |

## 獎項
- 台灣2004Hito流行音樂獎獎年度票選-最受歡迎新人獎
- 台灣三立完全娛樂第一屆勁爆金曲獎-最佳新人
- 台灣第三屆「MTV封神榜音樂獎」封神榜- TOP20人氣歌手
- 亞洲第四屆全球華語歌曲排行榜-最受歡迎新人
- 香港無綫電視2004年度勁歌第一回-最受歡迎國語金曲獎
- 香港新城國語力2004年度新城國語-新勢力女歌手獎
- 香港2004TVB8金曲榜頒獎典禮-最佳女新人金獎
- 香港2004TVB8金曲榜頒獎典禮- 10大金曲獎之一《寓言》
- 香港2004新城勁爆頒獎禮-海外新人王獎
- 中國第六屆CCTV-MTV音樂盛典-台灣最具潛力歌手張韶涵
- 中國上海2004年度天地英雄榜校園票選頒獎典禮-新聲報導獎（年度新人）
- 中國第十一屆全球華語音樂榜中榜-台港最受歡迎新進歌手獎
- 中國第12屆中歌榜頒獎禮-最受歡迎台港地區歌曲獎《吶喊》
- 2004年度音樂先鋒榜頒獎典禮-最受歡迎女新人（台灣）
- 第五屆百事音樂風雲榜-台港年度最新人
- 第五屆百事音樂風雲榜-台港十大金曲獎《寓言》
- 第4屆雪碧我的選擇中國原創音樂流行榜-台灣最優秀新人獎
- 第4屆雪碧我的選擇中國原創音樂流行榜-台港十大金曲獎《mama mama》
- 2004MusicRadio中國TOP排行榜-台港年度金曲《天邊》

- 2004MusicRadio中國TOP排行榜-台港最受歡迎新人
- 第五屆華語音樂傳媒大獎-新勢力大獎-張韶涵

## 相關網站
- 福茂唱片

## 外部連結
- YouTube上的張韶涵生涯第一場簽唱會

1. ↑   微笑的落寞. . 台灣: 右灰文化. 2012年: 頁67 （中文（繁體））.